# Ceratina bicolorata
Ceratina bicolorata är en biart som beskrevs av Smith 1879. Ceratina bicolorata ingår i släktet märgbin, och familjen långtungebin. Inga underarter finns listade i Catalogue of Life.